# Berzsenyi Károly
Egyházasmiklai Berzsenyi Károly (Sz.Udvarhely, vagy Fogaras, 1819. – Pest, Józsefváros, 1877. május 17.) magyar színész, író.

## Pályafutása
Édesapja Berzsényi János császári és királyi főhadnagy volt.
Színészi pályáját 1839-ben kezdte. Kedélyes szerepeket játszott, rendezőként is hírnévre tett szert vidéken, ahol 38 évig működött. 1857. október 9-én A bácsi című vígjátékban szerepelt a Nemzeti Színházban, később pedig a Cigányban és a Marianneban is játszott. 1877. május 17-én hunyt el a budapesti Szent Rókus kórházban tüdővészben. 
Halála után Eőry Pordán Gusztáv búcsúztatta koporsójánál. Sírkövét 1878. november 2-án avatták fel.
Neje Szakonyi Adél (Szakonyi Etelka, 1834 körül – Pápa, 1893. november 14.) színésznő volt, Szakonyi Lajos, pápai alispán leánya. Gyermekük Vágó Istvánné Berzsenyi Margit (1863-1951) drámai színésznő.

## Színdarabjai
- Könnyelmű leány
- Két huszár egy baka
- Egy a mi népünkből
- Decsanszki, szerb király halála
- A borbély
- A házi kém
- Egy zsidó család
- Dr. Faust házisipkája (Utolsó műve).

## Fontosabb szerepei
- Lóti (Benedix: A bácsi)

## Működési adatai
- 1849: Gócs Ede
- 1850: Havi Mihály
- 1851–55: Latabár Endre
- 1856–57: Havi Mihály, Hegedűs Lajos
- 1857–58: Hegedűs Lajos
- 1858–60: Szabó József
- 1860: Reszler István
- 1861–66: Philippovics István
- 1866: Debrecen
- 1867: Károlyi György
- 1869: Miklósy György
- 1870–71: Szathmáry Károly, Miklósy György
- 1871: Szuper Károly
- 1873: Sztupa Andor
- 1874: Miklósy György
- 1876: Balassa Károly